# یونیتک بین‌المللی
یونیتک بین‌المللی (به انگلیسی: UNITECH International) (به اختصار UNITECH) یک شبکهٔ بین دانشگاه‌های فنی برجسته و شرکت‌های چند ملیتی در سراسر اروپا است. هدف این برنامه ارائه مهارت‌ها، تجربه و شبکه حرفه ای برای مهندسان و متخصصان آینده برای حل مشکلات در صنعت و جامعه است. این مؤسسه در سال 1999 توسط کنراد اوستروالدر، رئیس سابق ETH زوریخ و پیوس باشرا، مدیرعامل سابق هیلتی تأسیس شد.

## دانشگاه‌های همکار
دانشگاه‌ها باید تعالی آکادمیک را تضمین کنند و متعهد به ایجاد شبکه ای با یونیتک بین‌المللی باشند.
- دانشگاه چالمرز، سوئد[۴]
- مؤسسه فناوری فدرال زوریخ، سوئیس[۵]
- دانشگاه پلی‌تکنیک میلان، ایتالیا[۶]
- دانشگاه فنی آخن، آلمان[۷]
- دانشگاه لافبورو، بریتانیا[۸]
- کالج ترینیتی دوبلین، ایرلند[۹]
- دانشگاه پلی تکنیک کاتالونیا، اسپانیا[۱۰]
- مؤسسه ملی علوم کاربردی لیون، فرانسه[۱۱]

## شرکای شرکتی
شرکت‌های شرکت‌کننده نه تنها به‌عنوان حامیان مالی بلکه به‌عنوان شرکای فعالی دیده می‌شوند که در آموزش و توسعه بیشتر دانش‌آموزان نقش دارند.
- گروه آب‌ب
- گروه بوهلر
- دانفوس
- صنایع ایونیک
- گبریت
- هیلتی
- فن آوری‌های اینفینئون
- هوفمان-لا روش
- تروما

شرکای صنعتی سابق عبارتند از مریو، کاترپیلار، کووسترو، لونزا، نوکیا و زداف فریدریشسهافن.